# Rajapur (Bangladesh)
Rajapur è un sottodistretto (upazila) del Bangladesh situato nel distretto di Jhalakati, divisione di Barisal. Si estende su una superficie di 164,33 km² e conta una popolazione di 143.659 abitanti (dato censimento 1991).